# Buse Ünal
Buse Ünal (Ankara, 29 luglio 1997) è una pallavolista turca, palleggiatrice del Bahçelievler.

## Palmarès

### Club
- Campionato turco: 2

2022-23, 2023-24
- Coppa di Turchia: 1

2023-24
- Supercoppa turca: 1

2022

### Nazionale (competizioni minori)
- Giochi del Mediterraneo 2018
- Giochi del Mediterraneo 2022